# Au-dessus de la loi (téléfilm, 1986)
Pour l’article homonyme, voir Au-dessus de la loi.
Pour plus de détails, voir Fiche technique et Distribution.
Au-dessus de la loi (Outrage!) est un téléfilm américain réalisé par Walter Grauman et diffusé le 2 mars 1986 à la télévision sur CBS.

## Synopsis
Dennis Riordan tue un criminel relâché pour vice de procédure par un juge trop conciliant pour le viol et le meurtre de sa fille. Son avocat, Brad Gordon veut le faire passer pour fou afin qu'il évite la peine de mort. Ce dernier refuse et met l'avocat dans une fâcheuse posture. Finalement Riordan veut attaquer en justice le système tout entier pour ce qui est arrivé à sa fille et lui-même.

## Fiche technique
- Titre original : Outrage!
- Titre français : Au-dessus de la loi
- Réalisation : Walter Grauman
- Scénario : Henry Denker d'après son roman
- Direction artistique : Ross Bellah et Hub Braden
- Directeur de la photographie : Joseph F. Biroc
- Montage : Fred A. Chulack
- Musique : Morton Stevens
- Distribution : Jerold Franks et Al Onorato
- Création des costumes : Paul Zastupnevich
- Effets spéciaux de maquillage : Leo Lotito Jr.
- Producteur : Irwin Allen
- Producteur associé : George E. Swink
- Compagnies de production : Columbia Pictures Television et Irwin Allen Productions
- Pays d'origine :  États-Unis
- Format : couleurs - 35 mm - son mono - 1.33 plein écran
- Genre : drame
- Durée : 120 minutes
- Dates de sortie :
  -  États-Unis : 2 mars 1986
  -  France : 23 septembre 1996 sur M6

## Distribution
- Robert Preston : Dennis Riordan
- Beau Bridges : Brad Gordon
- Burgess Meredith : juge Aaron Klein
- Linda Purl : Arlene Robins
- Mel Ferrer : juge Michael Lengel
- Anthony Newley : Victor Coles
- William Allen Young : Lester Crewe
- Bill Dearth : Spence
- Steven Marlo : William Simmons
- Stan Haze : Charlie Johnson
- Brent Jennings : Wilbert Ward
- Ric Mancini : Sergent Kalbfus
- Robert Miano : Santini
- Vince Howard : Prouty
- Lou Valenzi : District Attorney
- Grim Natwick : docteur Frost
- Sheila Mathews : Madame Delehanty
- Elizabeth Rogers : Stella Smith
- Selma Archerd : Nedda Riordan
- Susan Mackin : Agnes Riordan
- Bruce Neckels : Horelli